# MYBL2

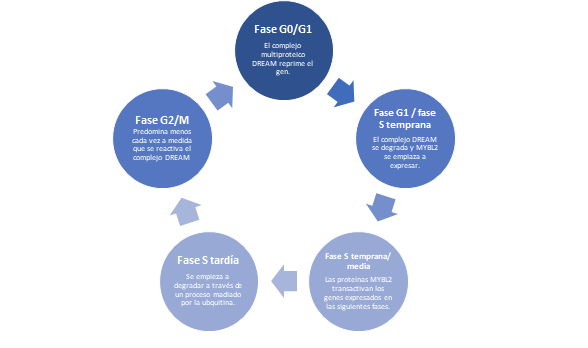
MYBL2 en las diferentes fases del ciclo celular.

MYBL2 (MYB Proto-Oncogene Like 2) es un gen codificador de proteínas que principalmente actúa en el ciclo celular.
La proteína codificada por este gen es miembro de la familia MYB de genes que actúan como factor de transcripción. Esta proteína es fosforilada por la ciclina A durante la fase S (fase del ciclo celular en la que se sintetiza una copia completa del ADN) del ciclo celular y además realiza tanto actividades activadoras como represoras.
Por otro lado, se ha demostrado que activa los genes de la proteína 5 en la unión con el factor de crecimiento de la insulina y que existen dos variantes de transcripción que codifican diferentes isoformas para este gen.
Se conocen diversas enfermedades actuales en relación con el gen y sus consecuentes proteínas como pueden los tumores cerebrales, entre otros.

## Proteínas que codifica
Dentro del genoma de los vertebrados se conocen pocos genes de la familia Myb, las proteínas codificadas por estos se clasifican en tres formas, A-Myb, B-Myb y C-Myb. Comparten entre ellos los dominios de unión al ADN además de poseer tres secuencias características repetidas en su sección amino (R1, R2, y R3). Mientras que en su sección carboxilo presenta un dominio regulador negativo.
C-Myb aparece en un número reducido de células y contiene un papel muy importante en las primeras etapas de la hematopoyesis (creación de eritrocitos, leucocitos y trombocitos de la sangre). En el interior de estas células, se encarga de la proliferación y diferenciación. La realización excesiva de estas dos actividades junto con una sobre-expresión de c-Myb puede ocasionar un fallo hematopoyesico intrafetal causando la muerte.
A-Myb actúa en el desarrollo del sistema nervioso central, concretamente en los Linfocitos B. Se localiza en los epitelios de las glándulas mamarias y en los testículos. Su función principal es la regulación de manera positiva de la proliferación celular.
B-Myb se expresa de manera oblicua y regula tanto el crecimiento como la diferenciación celular. Se ha comprobado mediante experimentos, que la inactivación de B-Myb produce la muerte del feto en etapas tempranas de su desarrollo.

## Regulación de MYBL2
La proteína codificada por este gen (B-Myb) es una proteína nuclear que se ve envuelta en la progresión del ciclo celular y lleva a cabo actividades tanto represoras como activadoras.
La expresión del gen MYBL2 está regulada por varios factores, antes y después de la transcripción. Principalmente está regulada por un complejo multiproteico conocido como DREAM, que se encarga de reprimir la mayoría de los genes del ciclo celular en la fase G0 y coordina la expresión de los mismos en la fase de división. En el caso MYBL2 es reprimido por el complejo durante la quiescencia celular y se expresa en la fase G1 tardía y en la fase S. También se sabe que a nivel post-transcripcional, la expresión de MYBL2 se puede suprimir por microRNAs.
Las proteínas de MYBL2 están reguladas por modificaciones post-traduccionales e interacciones con otras proteínas. Durante la fase G1 y S, la ciclina A fosforila las proteínas MYBL2 para aumentar su nivel de transactivación. Se cree que este paso sirve para liberarlas de los represores nucleares N-CoR y SMRT, que las mantienen inhibidas cuando no está fosforilada. Aun así, la fosforilación con ciclina A facilita la proteólisis de MYBL2 mediada por ubiquitina, y por tanto, reduce su expresión.
Una proteína coactivadora transcripcional conocida como p300, también es capaz de aumentar la actividad de las proteínas MYBL2 por la acetilación de las mismas. Pero se cree que la ciclina D1 elimina la función de activación de p300 y por tanto inhibe fuertemente la actividad de MYBL2.
Se conocen varios otros coactivadores y correpresores que también modulan las propiedades de transactivación:
- Co-activadores: PARP1, ZPR9, TAF (II) 250

- Correpresores: p107, p57 o CDK9

## Función en el ciclo celular
La proteína codificada por este gen (B-Myb) es una proteína nuclear que se ve envuelta en la progresión del ciclo celular y lleva a cabo actividades tanto represoras como activadoras. Se ha demostrado que activa el ciclo de división celular 2, la ciclina D1 y los genes de la proteína de unión al factor de crecimiento tipo insulina 5.
El factor de transcripción B-Myb se encuentra presente en todas las células en proliferación, ya que se trata de un factor esencial para la progresión del ciclo celular normal y la estabilidad cromosómica de las células madre embrionarias.
Como ocurre con la mayoría de los factores de transcripción asociados al ciclo celular, la expresión y función de B-Myb está dinámicamente regulada. El gen que lo codifica, MYBL2, es regulado directamente por el complejo multiproteico DREAM (crucial en la expresión de genes dependientes del ciclo celular), y es inducido en su mayoría durante la transición entre las fases G1 y S del ciclo celular. La transactivación y el potencial regulador de los genes de B-Myb es regulado por la fosforilación mediada por la quinasa dependiente de ciclina 2 (Cdk2) durante la fase S del ciclo celular, y degradado a través de un proceso mediado por la ubiquitina durante la fase S tardía.
Al prevalecer durante la fase G1 tardía y la fase S temprana, se ha asumido que las funciones primarias de B-Myb están restringidas a estas porciones del ciclo celular. Sin embargo, estudios en Drosophila y pez zebra han demostrado que B-Myb está también implicado en la condensación y estabilización de los cromosomas, y la progresión del ciclo celular durante G2/M. Por tanto, la reducción de MYBL2 mediada por RNA en líneas celulares humanas y en experimentos con Drosophila reduce la proliferación celular, la expresión de los genes G2 / M y disminuye la cantidad de células en la fase G2 / M.
Cuando MYBL2 se expresa y se activa en la fase G1 y S tardía, se une directamente a los promotores y transactiva los genes expresados en la fase G2 / M, como la ciclina B1 (CCNB1) o la ciclina A2 (CCNA2).
B-Myb es el único miembro de esta familia multigénica que se sabe que está presente en las células madre embrionarias. Esencialmente, se cree que este factor de transcripción es necesario para el crecimiento continuo de la masa celular interna durante la fase de desarrollo.

## Relación con el cáncer
El gen MYBL2, también conocido como B-MYB, juega un papel importante en la génesis y progresión de tumores. El gen MYBL2 se expresa sobre todo en células proliferativas y es crucial para la regulación, proliferación y diferenciación de estas, así como juega un papel importante en la regulación del ciclo celular. Diferentes estudios muestran que la baja regulación del gen resulta en la inhibición de la progresión del ciclo celular. Este gen también está asociado con la supresión de la apoptosis y el envejecimiento celular. MYBL2 está sobreexpresado en muchos cánceres, incluyendo el carcinoma hepatocelular, el cáncer de mama y el cáncer de pulmón entre otros.
Al ser un regulador fisiológico del ciclo celular y debido a su frecuente mala regulación en células cancerígenas, el factor de transcripción MYBL2 contribuye a distintivos clásicos del cáncer como una ilimitada replicación, la evasión de la apoptosis, la invasión de tejidos o la metástasis, llevando a una significativa iniciación y progresión del cáncer.